# Esom
Esom (이솜?, IsomLR), pseudonimo di Lee So-young (이소영?, I So-yeongLR; Seul, 30 gennaio 1990), è un'attrice sudcoreana. Il suo nome d'arte viene traslitterato anche come E Som o ESom, ed ha usato anche lo pseudonimo Lee Som.

## Carriera

### Il nome d'arte
Il suo nome d'arte, che significa cotone, le è stato dato dal suo agente, secondo il quale il viso tondeggiante dell'attrice, visto in televisione ricordava, appunto, il cotone.

### Cinema

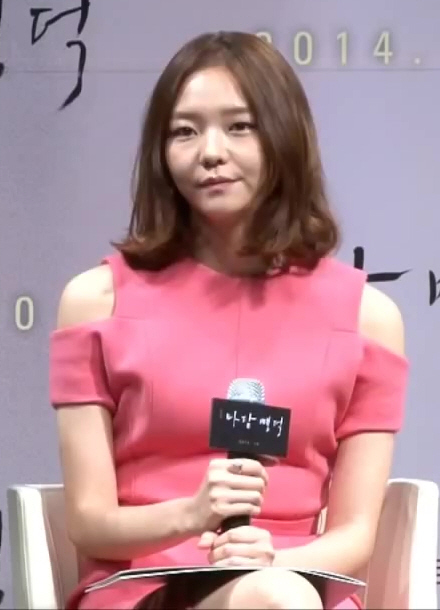
Esom nel 2014

Ha esordito al cinema nel 2010 nel film Second Half del regista Sungkyu Cho, ma il suo primo vero successo è il film del 2014 Scarlet Innocence di Yim Pil-sung, una rivisitazione in chiave moderna del racconto tradizionale coreano Simcheongga, del quale è protagonista assieme a Jung Woo-sung. Per questo ruolo è stata candidata come attrice esordiente ai Blue Dragon Film Award, ai Grand Bell Awards, ai Buil Film Awards, ai Baeksang Arts Awards ed ai Director's Cut Awards, vincendo quest'ultimo premio.
Nello stesso anno ha recitato in Tacchi alti, del regista Jang Jin che porta in un film d'azione una tematica inconsueta per il genere, quella della transizione.
Consensi di critica ha avuto anche la sua prova nel film drammatico Microhabitat di Jeon Go-woon, del 2018, che le è valsa il premio come migliore attrice protagonista ai Busan Film Critics Awards e ai Wildflower Film Awards, oltreché nuove nomination, questa volta come miglior attrice, ai Buil Film Awards, ai Blue Dragon Film Award e ai Grand Bell Awards.
Ha vinto il primo premio ai Buil Film Awards (premio Stella dell'anno) e ai Blue Dragon Film Award (come miglior attrice non protagonista) nel 2021, per la sua recitazione nella commedia drammatica Samjin Company English Class di Lee Jong-pil.

### Televisione
Esom ha recitato anche in diverse serie TV, tra cui White Christmas (2011), Yuryeong (2012), Because This is My First Life (2017), The Third Charm (2018), Save Me 2 (2019) e Taxi Driver (2021).

## Filmografia

### Cinema
- Second Half (Matyitneun insaeng), regia di Cho Sung-kyu (2011)
- Pureun sogeum, regia di Lee Hyun-seung (2011)
- The Last Blossom - The Most Beautiful Goodbye (Sesangeseo Gajang Areumdaun Ibyeol), regia di Min Kyu-dong (2011)
- Behind the camera (Dwitdamhwa: gamdogi michyeosseoyo), regia di E J-yong (2012)
- Tacchi alti (Hai-hil), regia di Jang Jin (2013)
- Saikometeuri, regia di Kwon Ho-Young (2013)
- The X, regia di Kim Jee-won - cortometraggio (2013)
- Scarlet Innocence (Ma-dam Ppaeng-deok), regia di Yim Pil-sung (2014)
- Santa Barbara, regia di Cho Sung-kyu (2014)
- Joahaejwo, regia di Park Hyeon-jin (2015)
- Beomjoeui yeowang, regia di Lee Yo-sup (2016)
- Geurae, gajok, regia di Ma Dae-yeon (2017)
- Daeripgun, regia di Jung Yoon-Chul (2017)
- Microhabitat (Sogongnyeo), regia di Jeon Go-Woon (2018)
- Inseparable Bros (Naui Teukbyeolhan Hyungje), regia di Yook Sang-hyo (2019)
- Samjin Company English Class (Samjin Group Yeong-aw TOEIC-ban), regia di Lee Jong-pil (2020)
- Single in Seoul, regia di Park Beom-su
- Kill Boksoon (길복순, Gil Bok-sun), regia di Byun Sung-hyun (2023)
- Cheonbaksa toema yeon-guso: Seolgyeong-ui bimil (천박사 퇴마 연구소: 설경의 비밀?), regia di Kim Seong-sik (2023)
- Single a Seoul (Single in Seoul), regia di Park Beom-su (2024)
- Escape (Talju), regia di Lee Jong-pil (2024)

### Televisione
- White Christmas - serie TV, 8 episodi (2011)
- Yuryeong - serie TV, 8 episodi (2012)
- Ibeon saeng-eun cheo-eum-ira - serie TV, 16 episodi (2017)
- The Third Charm (Je-3-ui Mae-ryeok) - serie TV, 16 episodi (2018)
- Save Me 2 - serie TV, 16 episodi (2019)
- Taxi Driver (Mobeomtaeksi) - serie TV, 16 episodi (2021)
- Black Knight (택배기사?, TaekbaegisaLR) – serie TV, 6 episodi (2023)
- LTNS - serie TV, 6 episodi (2024)